# 1855
1855 (MDCCCLV) var ett normalår som började en måndag i den gregorianska kalendern och ett normalår som började en lördag i den julianska kalendern.

## Händelser

### Januari
- 1 januari
  - Telegrafnätet mellan Sveriges viktigaste städer står klart och förbinds samtidigt med det europeiska genom en kabel under Öresund.

### Februari
- 15 februari – North Carolinas generalförsamling i USA ger Western North Carolina Railroad i uppdrag att bygga en järnvägslinje från Salisbury till delstatens västra delar.[1].

### Mars
- 9 mars – Teologen Lars Anton Anjou blir svensk ecklesiastikminister.

### April
- 30 april – Järnvägen Stockholm–Göteborg (Västra stambanan) påbörjas strax väster om Alingsås.

### Maj

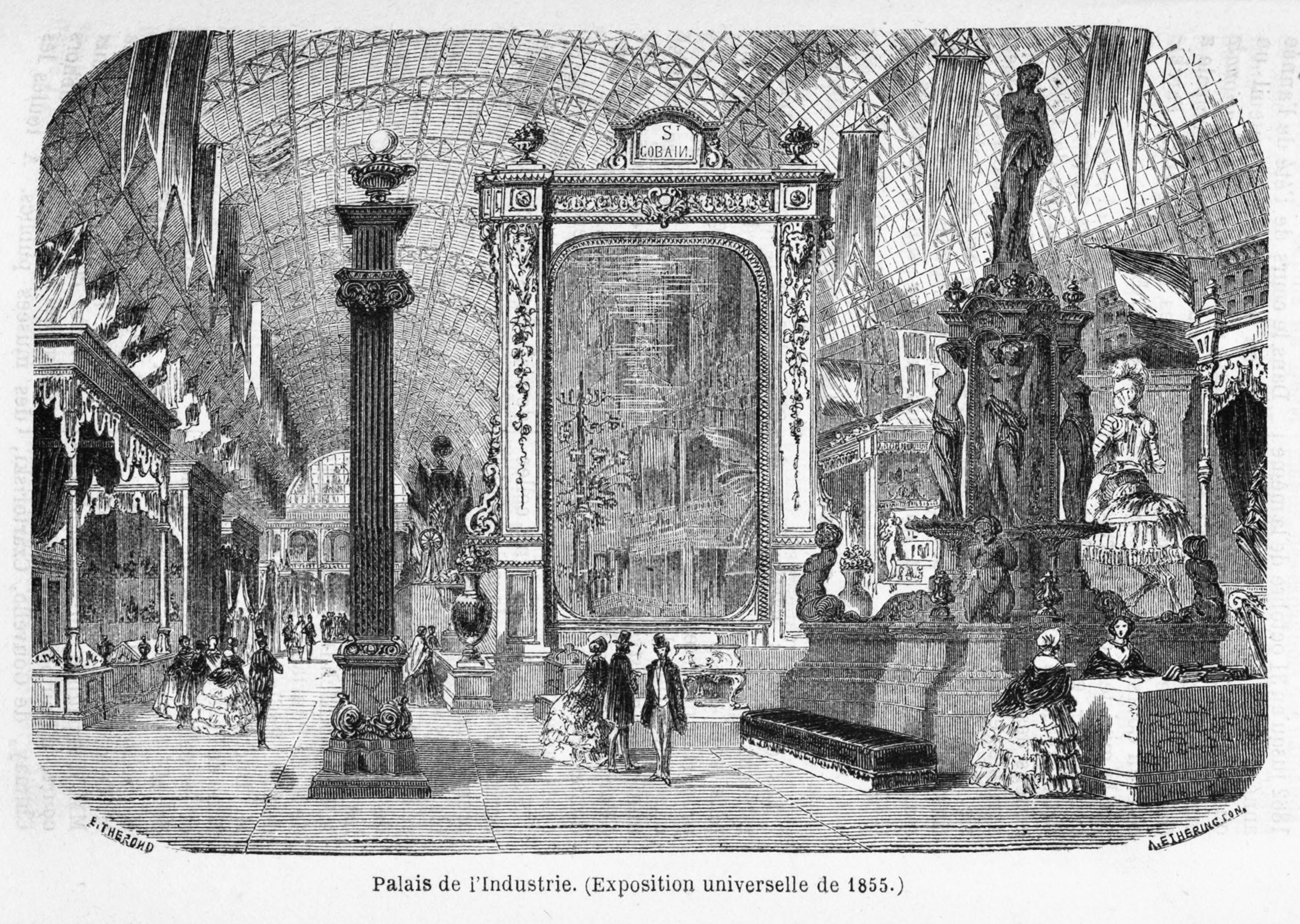
Världsutställningen 1855

- 15 maj–15 november – världsutställningen i Paris.
- 19–21 maj – Amerikanska soldater skyddar amerikanska intressen i Shanghai, Kina.[2]

### Juli
- 1 juli – De första svenska frimärkena utkommer, då enhetligt porto (fyra skilling banco, grundporto för brev) införs i hela landet. Det första motivet är Sveriges riksvapen. Allmänna brevlådor införs.

### Augusti
- 3–5 augusti – Amerikanska soldater slåss mot pirater vid  Hongkong.[2]

### September
- 8 september – Under Krimkriget intar brittiska och franska trupper Sevastopols fästning, efter nära ett års belägring.
- 12 september–4 november – Amerikanska soldater landstiger på Fijiöarna för att söka krigsskadestånd för anfall på amerikanska residenter [2].
- 25–26 september – Hungerupplopp utbryter i Jönköping, Sverige.[3]

### Oktober
- 17 oktober – Henry Bessemer tar patent på Bessemermetoden för framställandet av stål.[4]

### November
- 15 november – Hijazupproret bryter ut i Hijaz som protest mot osmansk anti-slaveri-politik.
- 21 november – Sverige–Norge ingår i Stockholm med Storbritannien och Frankrike förbundet Novembertraktaten mot Ryssland.
- 25–29 november – USA och vissa europeiska stater skickar soldater till Uruguay för att stoppa ett revolutionsförsök Montevideo.[2]

### Okänt datum
- Kokain isoleras i sin rena form för första gången av Gaedecke.[5]
- Sverige avskaffar spö- och risslitning[6] och dödsstraff vid rån, samt kyrkoplikten.
- Den evangeliska väckelserörelsen börjar bygga missionshus i Sverige.
- Illustrerad tidning, en svensk veckotidskrift för aktualiteter, börjar utkomma.
- Husbehovsbränningen av brännvin inskränks i en ny svensk lag.
- En officiell klassificering av Bordeauxviner genomförs inför den stundande världsutställningen i Paris.[7]
- Sverige finns representerat vid världsutställningen i Paris.
- Sir Henry Bessemer konstruerar sin ugn för stålframställning.
- I Paraguay anfalls ett amerikanskt flottfartyg på Paranáfloden.[2]
- Svenska lärarinnors pensionsförening grundas.

## Födda

### Första kvartalet

#### Januari
- 14 januari – Morris Simmonds, tysk läkare. (död 1925)
- 20 januari – Ernest Chausson, fransk kompositör. (död 1899)
- 22 januari
  - Albert Neisser, tysk läkare. (död 1916)
  - Carrie E. Breck, amerikansk sångförfattare. (död 1934)
- 24 januari – Christian Ingerslev Baastrup, dansk radiolog. (död 1950)

#### Februari
- 3 februari – Isidore De Rudder, belgisk konstnär. (död 1943)
- 11 februari – Erik Werenskiold, norsk målare och tecknare. (död 1938)
- 13 februari – Paul Deschanel, fransk politiker, Frankrikes president 18 februari–21 september 1920. (död 1922)
- 20 februari – John Börjeson, svensk lektor. (död 1932)

#### Mars
- 1 mars – Adolfo Apolloni, italiensk skulptör. (död 1923)
- 12 mars – Konrad Cosack, tysk jurist. (död 1933)
- 13 mars – Percival Lowell, amerikansk astronom. (död 1916)
- 16 mars
  - Johan Forssell, svensk folkskollärare och först liberal, sedan socialdemokratisk politiker. (död 1914)
  - Josef Maria Eder, österrikisk kemist. (död 1944)
  - Aleksej Polivanov, rysk militär. (död 1920)
- 20 mars – Georges Cochery, fransk politiker. (död 1914)
- 24 mars – Andrew W. Mellon, amerikansk bankman, konstsamlare, filantrop och långvarig finansminister. (död 1937)

### Fjärde kvartalet

#### April
- 5 april – Alfred Dalin, svensk skolman. (död 1919)
- 7 april – Clara Wæver, dansk textilkonstnär. (död 1930)
- 25 april – Hjalmar Lundbohm, svensk LKAB-disponent, som "byggde" Kiruna. (död 1926)

#### Maj
- 1 maj
  - Cecilia Beaux, amerikansk målare. (död 1942)
  - Carl Claudius, dansk-svensk affärsman. (död 1931)
- 7 maj – Jacques Hermant, fransk arkitekt. (död 1930)
- 12 maj – Kristian Bahnson, dansk arkeolog och etnograf. (död 1897)
- 22 maj – Jean Cruppi, fransk politiker. (död 1933)
- 24 maj – Eugen von Daday, rumänsk-ungersk zoolog. (död 1920)

#### Juni
- 1 juni – Lord Edmund Talbot, brittisk politiker. (död 1947)
- 3 juni – Thecla Åhlander, svensk skådespelare. (död 1925)
- 9 juni – Gustaf Dalman, tysk teolog. (död 1941)
- 10 juni – Charles A. Culberson, amerikansk demokratisk politiker, guvernör i Texas 1895–1899, senator 1899–1923. (död 1925)
- 14 juni – Robert M. La Follette, amerikansk politiker, senator 1906–1925. (död 1925)
- 22 juni – Ewert Camitz, svensk disponent och politiker (liberal). (död 1920)

### Tredje kvartalet

#### Juli
- 1 juli – Sigurd Ehrenborg, svensk militär och sjukgymnast. (död 1918)
- 8 juli – Georg Arsenius, svensk konstnär. (död 1908)

#### Augusti
- 4 augusti – Per Dusén, svensk botaniker. (död 1926)
- 5 augusti – William Henry Dines, brittisk meteorolog. (död 1927)
- 28 augusti – Harry Lane, amerikansk demokratisk politiker, senator 1913–1917. (död 1917)

#### September
- 2 september – M. Hoke Smith, amerikansk publicist och politiker. (död 1931)
- 3 september – Heinrich Conried, österrikisk skådespelare. (död 1909)

### Fjärde kvartalet

#### Oktober
- 20 oktober – Poul S. Christiansen, dansk målare. (död 1933)
- 27 oktober – Ivan Mitjurin, sovjetisk hortonom. (död 1935)

#### November
- 2 november – Henrik Schück, svensk litteraturhistoriker, ledamot av Svenska Akademien 1913–1947. (död 1947)
- 5 november – Eugene Debs, amerikansk socialistisk politiker. (död 1926)
- 7 november – William D. Jelks, amerikansk politiker, guvernör i Alabama 1901–1907. (död 1931)
- 12 november – Amandus Adamson, estländsk skulptör och målare. (död 1929)
- 23 november – John I. Cox, amerikansk demokratisk politiker och jurist, guvernör i Tennessee 1905–1907. (död 1946)

#### December
- 11 december – Julian Edwards, brittisk kompositör. (död 1910)
- 28 december – Lars Dahlstedt, svensk präst och politiker. (död 1915)

## Avlidna

### Första kvartalet

#### Januari
- 19 januari – Paulin Guérin, 71, fransk målare.
- 26 januari – Gérard de Nerval, 46, fransk författare.

#### Februari
- 23 februari – Carl Friedrich Gauss, 77, tysk matematiker, kallad "matematikernas konung".

#### Mars
- 2 mars – Nikolaj I, 58, Rysslands kejsare.
- 3 mars
  - James Sevier Conway, 58, amerikansk demokratisk politiker, guvernör i Arkansas 1836–1840.
  - Jacques-Charles Dupont de l'Eure, 88, fransk advokat och statsman, president i franska republikens provisoriska regering 24 februari–9 maj 1848.
  - Copley Fielding, 67, brittisk målare.
- 28 mars – William S. Archer, 66, amerikansk politiker, senator 1841–1847.
- 31 mars – Charlotte Brontë, 38, brittisk författare.

### Andra kvartalet

#### April
- 18 april – Jean-Baptiste Isabey, 88, fransk målare.

#### Maj
- 5 maj – Seabury Ford, 53, amerikansk politiker, guvernör i Ohio 1849–1850.
- 7 maj
  - Walter T. Colquitt, 55, amerikansk politiker, senator 1843–1848.
  - Wendela Gustafva Sparre, 82, svensk konstnär.
- 18 maj – John Canfield Spencer, 67, amerikansk politiker.

#### Juni
- 6 juni – Andrew Parsons, 37, amerikansk demokratisk politiker.
- 7 juni – Friederike Lienig, 64, lettisk (balttysk) entomolog.

### Tredje kvartalet

#### Juli
- 1 juli – Antonio Rosmini, 58, italiensk katolsk präst, filosof och ordensgrundare.
- 4 juli
  - Horace Eaton, 51, amerikansk politiker, guvernör i Vermont 1846–1848.
  - John Alexander Greer, 52, amerikansk politiker.
- 21 juli – Per Daniel Amadeus Atterbom, 65, svensk författare, ledamot av Svenska Akademien 1839.

#### Augusti
- 18 augusti – Thomas Metcalfe, 75, amerikansk politiker, guvernör i Kentucky 1828–1832.
- 27 augusti – Hans Olof Holmström, 70, svensk ärkebiskop sedan 1852.
- 28 augusti – Henry W. Collier, 54, amerikansk demokratisk politiker, guvernör i Alabama 1849–1853.

#### September
- 4 september – Franz Sedmigradsky, 71, svensk ritlärare, målare och titulärråd.
- 16 september – Benedetto Pistrucci, 72, italiensk gravör.

### Fjärde kvartalet

#### Oktober
- 8 oktober – Samuel Dickinson Hubbard, 56, amerikansk politiker.
- 15 oktober – Camille Roqueplan, 52, fransk målare.
- 24 oktober – Robert H. Morris, 47, amerikansk demokratisk politiker, borgmästare i New York 1841–1844.

#### November
- 3 november – François Rude, 71, fransk skulptör.
- 11 november – Søren Kierkegaard, 42, dansk filosof och författare.
- 23 november – Louis Mathieu, greve Molé, 74, fransk politiker.

#### December
- 6 december – William Swainson, 66, brittisk naturforskare.
- 26 december – Adolf Ludwig Follen, 61, tysk författare.
- 31 december – Karl Friedrich Hermann, 51, tysk filolog.

### Fotnoter
1. ↑  CommunicationSolutions/ISI, "Railroad — Western North Carolina Railroad", North Carolina Business History, 2006, läst 1 februari 2010
2. 1 2 3 4 5  ”USA:s militära insatser i utlandet 1798-2004”. Arkiverad från originalet den 9 december 2013. https://web.archive.org/web/20131209174005/http://www.history.navy.mil/library/online/forces.htm. Läst 30 januari 2011.
3. ↑  ”Årtal och händelser i Jönköping”. Arkiverad från originalet den 29 juli 2016. https://web.archive.org/web/20160729081535/http://maltell.se/historia/databas/search/kronologiviewmobil1800.php. Läst 6 mars 2011.
4. ↑  van Dulken, Stephen (2001). Inventing the 19th Century: the great age of Victorian inventions. London: British Library. sid. 30–1. ISBN 0-7123-0881-4
5. ↑  Narkotika
6. ↑  ”Historiesajten 13 mars 2006 – Brott och straff i gångna tider”. Arkiverad från originalet den 14 januari 2020. https://web.archive.org/web/20200114065735/https://www.historiesajten.se/handelser2.asp?id=27. Läst 19 oktober 2019.
7. ↑  Wine-Searcher – Classification of Medoc and Graves of 1855 Arkiverad 30 mars 2010 hämtat från the Wayback Machine.